# Helmut Braselmann
Helmut Braselmann (Barmen, 18 de setembro de 1911 - 23 de fevereiro de 1993) foi um handebolista de campo alemão, campeão olímpico.
Fez parte do elenco campeão olímpico de handebol de campo nas Olimpíadas de Berlim de 1936.